# Kaarlo Mikkolainen
Kaarl Edvard "Kalle" Mikkolainen (født 9. januar 1883 i Ylöjärvi, død 28. marts 1928 i Tampere) var en finsk gymnast, som deltog i OL 1908 i London. 
Mikkolainen var med på det finske hold i mangekamp ved OL i 1908. Finnerne opnåede her 405 point, hvilket var tredjebedst, mens Sverige med 438 point vandt konkurrencen, og Norge med 425 point blev nummer to.